# لیوتوی احمدوف
لیوتوی احمدوف (انگلیسی: Lyutvi Ahmedov; ۱۰ آوریل ۱۹۳۰ – ۱ ژانویهٔ ۱۹۹۷) کشتی‌گیر اهل بلغارستان بود.